# Phyllomedusa venusta
Espèce
Statut de conservation UICN

 LC  : Préoccupation mineure
Phyllomedusa venusta est une espèce d'amphibiens de la famille des Phyllomedusidae.

## Répartition
Cette espèce se rencontre au Panamá dans la province de Darién, en Colombie dans le Nord et dans la vallée du Río Magdalena et au Venezuela dans l'État de Zulia de 800 à 1 200 m d'altitude.

## Galerie

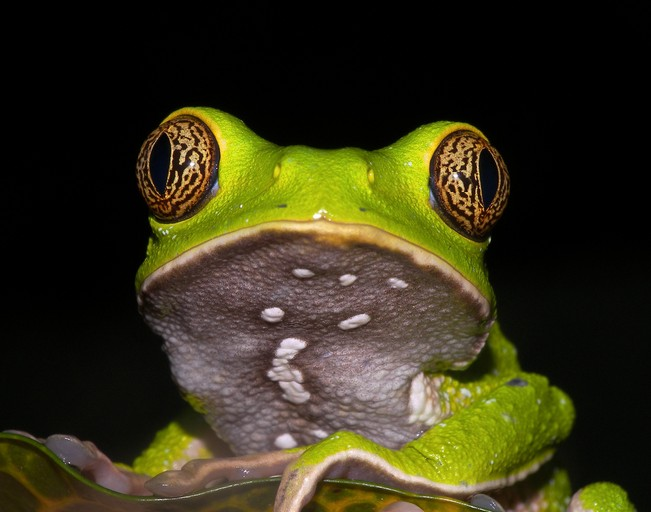
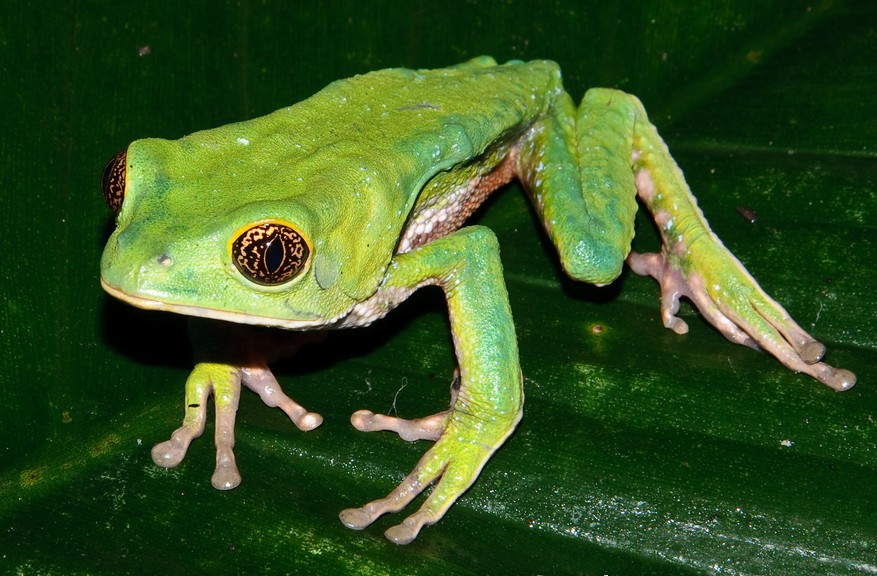
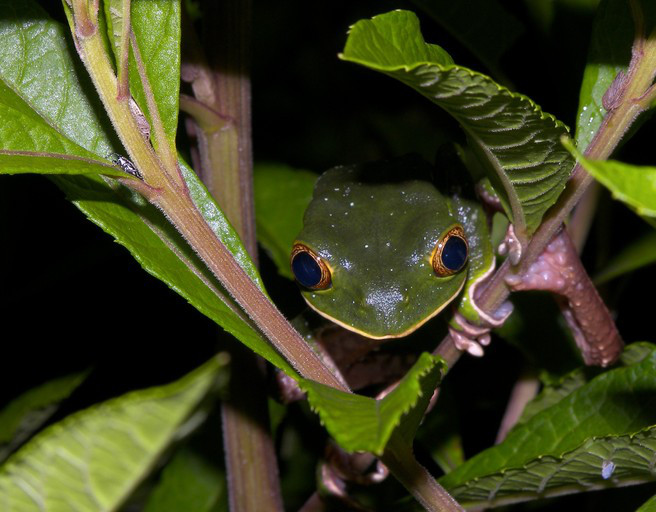
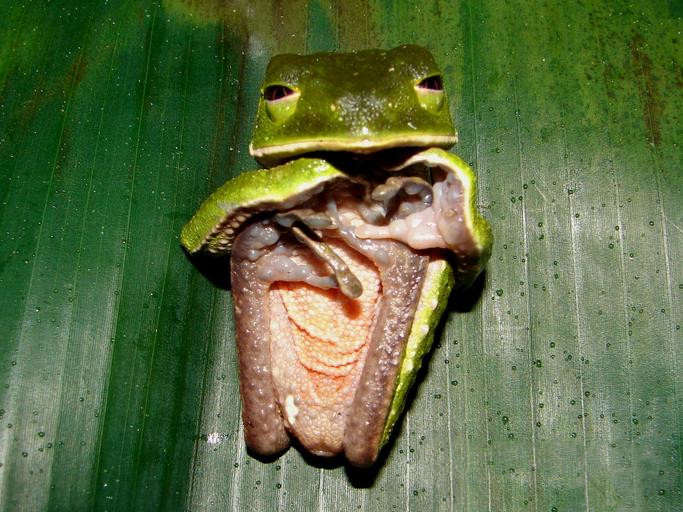

## Publication originale
- Duellman & Trueb, 1967 : Two New Species of Tree Frogs (Genus Phyllomedusa) from Panamá. Copeia, vol. 1967, no 1, p. 125-131.